# 沙泽勒 (上卢瓦尔省)
沙泽勒（法語：Chazelles，法語發音：[ʃazɛl]）是法国上卢瓦尔省的一个市镇，属于布里尤德区。

## 地理
沙泽勒（45°1'9"N, 3°29'17"E）面积4.9 平方千米，位于法国奥弗涅-罗讷-阿尔卑斯大区上盧瓦爾省，该省份为法国中南部省份，北起多姆山省和卢瓦尔省，西接康塔爾省，南至洛泽尔省，东临阿尔代什省。
与沙泽勒接壤的市镇（或旧市镇、城区）包括：代日、朗雅克、佩布拉克、塔亚克、旺特日。

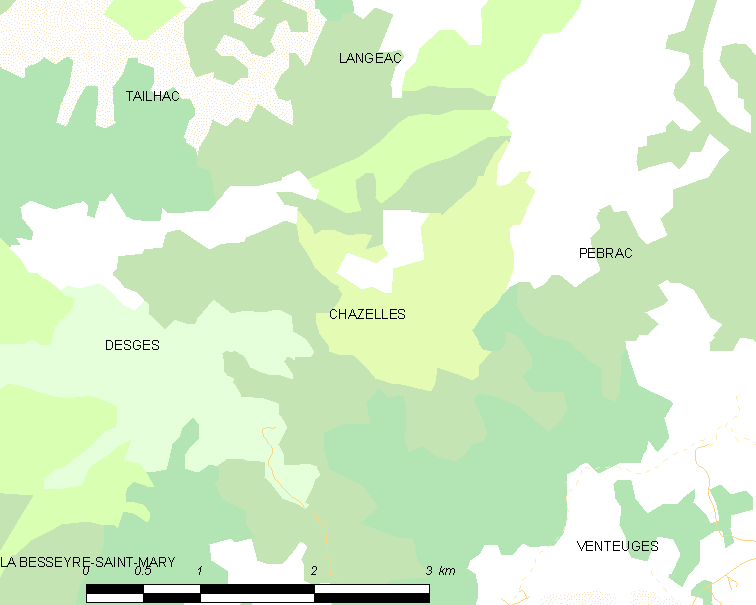
的OSM定位图

沙泽勒的时区为UTC+01:00、UTC+02:00（夏令时）。

## 行政
沙泽勒的邮政编码为43300，INSEE市镇编码为43068。

## 政治
沙泽勒所属的省级选区为阿列峡-热沃当县。

## 人口

1962-2008年间人口变化图示

沙泽勒于2022年1月1日时的人口数量为32人。